# کوریس، ارمنستان
کوریس (به ارمنی: Կուրիս) (سابقا کوراوانک Կուրավանք) یک سکونتگاه مسکونی در ارمنستان است که در استان سیونیک واقع شده‌است.  در  کیلومتری جنوب کاپان، مرکز استان سیونیک واقع شده است.

## خصوصیات
کوریس ۱۴٫۳۱ کیلومترمربع مساحت و ۴۴ نفر جمعیت دارد و در ارتفاع  متر بالاتر از سطح دریا قرار گرفته است.